# Саут-Плейнфілд (Нью-Джерсі)
Саут-Плейнфілд (англ. South Plainfield) — місто (англ. borough) в США, в окрузі Міддлсекс штату Нью-Джерсі. Населення — 24 338 осіб (2020).

## Географія
Саут-Плейнфілд розташований за координатами 40°34′28″ пн. ш. 74°24′53″ зх. д. / 40.57444° пн. ш. 74.41472° зх. д. (40.574413, -74.414800).  За даними Бюро перепису населення США в 2010 році місто мало площу 21,65 км², з яких 21,57 км² — суходіл та 0,09 км² — водойми.

## Демографія
Згідно з переписом 2010 року, у селищі мешкало 23 385 осіб у 7876 домогосподарствах у складі 6174 родин. Було 8093 помешкання
Расовий склад населення:
| - 66,7 % — білих - 14,7 % — азіатів - 10,1 % — чорних або афроамериканців - 0,4 % — корінних американців - 4,8 % — осіб інших рас |

До двох чи більше рас належало 3,3 %. Частка іспаномовних становила 13,2 % від усіх жителів.
За віковим діапазоном населення розподілялося таким чином: 23,0 % — особи молодші 18 років, 63,5 % — особи у віці 18—64 років, 13,5 % — особи у віці 65 років та старші. Медіана віку мешканця становила 40,2 року. На 100 осіб жіночої статі у селищі припадало 94,4 чоловіків;  на 100 жінок у віці від 18 років та старших — 92,1 чоловіків також старших 18 років.
Середній дохід на одне домашнє господарство  становив 105 660 доларів США (медіана — 86 404), а середній дохід на одну сім'ю — 118 028 доларів (медіана — 99 449). Медіана доходів становила 66 720 доларів для чоловіків та 55 409 доларів для жінок. За межею бідності перебувало 4,8 % осіб, у тому числі 5,4 % дітей у віці до 18 років та 2,9 % осіб у віці 65 років та старших.
Цивільне працевлаштоване населення становило 12 250 осіб. Основні галузі зайнятості: освіта, охорона здоров'я та соціальна допомога — 21,6 %, науковці, спеціалісти, менеджери — 13,0 %, виробництво — 12,5 %.